# ASUS Pad TF700T
ASUS Pad TF700T（アスース パッド）はASUSによって2012年7月15日に発表された、Androidタブレット端末である。64GBモデルにはバッテリー内蔵のモバイルキーボードドックが付属する。日本国外ではAsus Transformer Pad Infinity TF700Tという名称。日本版の販売開始は2012年8月4日。前の機種はAsus Eee Pad Transformer Prime TF201。

## 概要
タッチパネル液晶は1920×1200ドット表示の10.1型ワイドLED IPS液晶を搭載しており、ゴリラガラスを採用している。カメラはフロントに200万画素、バックにはオートフォーカスの800万画素CMOSイメージセンサーカメラを搭載している。センサーは重力センサー、電子コンパス、光センサー、加速度センサー、ジャイロスコープ、GPSを搭載している。

### モバイルキーボードドック
モバイルキーボードドックはキーボード、タッチパッド、SDカードリーダー、USB2.0ポートを装備している。
TF201同様に、モバイルキーボードドック側にもバッテリーが搭載されているためタブレットと接続することによって、駆動時間を増やすことが出来る。

## TF201からの改良点
7ヶ月前に発売されたTF201からは以下の点が改良された。
- 画面解像度が Full HD になった
- CPUが 1.7GHz (1コア時), 1.6GHz (4コア時) になった。CPU は NVIDIA Tegra 3 の T33。
- メモリが DDR2 から DDR3 に高速化[2]。どちらも、32bitシングルチャネル。
- Bluetooth が 3.0 になった
- フロントカメラが200万画素になった
- 液晶のガラス強度が25%あがった
- 重さが 598g と少し重くなった。
- 32GB モデルはキーボードなしとなった。

## ソフトウェア
OSは初期はAndroid 4.0.3。その後、Android 4.1.1を経て Android 4.2.1 にアップデートされた。